# Holotrichia sumatrana
Holotrichia sumatrana är en skalbaggsart som beskrevs av Nonfried 1894. Holotrichia sumatrana ingår i släktet Holotrichia och familjen Melolonthidae. Inga underarter finns listade i Catalogue of Life.